# モンテネグロ年間最優秀サッカー選手賞
モンテネグロ年間最優秀サッカー選手賞（モンテネグロ年間さいゆうしゅうサッカーせんしゅしょう）は、各年で最も活躍したモンテネグロ人のサッカー選手に対して行われる表彰である。

## 概要
モンテネグロが独立した2006年から毎年開催されており、モンテネグロ1部リーグに所属する各クラブのキャプテンとコーチによって選出される。主催はモンテネグロサッカー協会。選出対象は唯一の条件であるモンテネグロ人であり、所属リーグやクラブは問わない。最多受賞は通算7回受賞のミルコ・ヴチニッチとステファン・サヴィッチである。

## 表彰
| 年   | 選手（回数）                    | 所属クラブ               | ポジション     |
| ---- | ------------------------------- | ------------------------ | -------------- |
| 2006 | ミルコ・ヴチニッチ              | ASローマ                 | フォワード     |
| 2007 | ミルコ・ヴチニッチ（2）         | ASローマ                 | フォワード     |
| 2008 | ミルコ・ヴチニッチ（3）         | ASローマ                 | フォワード     |
| 2009 | ステヴァン・ヨヴェティッチ      | ACFフィオレンティーナ    | フォワード     |
| 2010 | ミルコ・ヴチニッチ（4）         | ASローマ                 | フォワード     |
| 2011 | ミルコ・ヴチニッチ（5）         | ユヴェントスFC           | フォワード     |
| 2012 | ミルコ・ヴチニッチ（6）         | ユヴェントスFC           | フォワード     |
| 2013 | ミルコ・ヴチニッチ（7）         | ユヴェントスFC           | フォワード     |
| 2014 | マルコ・バシャ                  | リール                   | ディフェンダー |
| 2015 | ステヴァン・ヨヴェティッチ（2） | インテル                 | フォワード     |
| 2016 | ステファン・サヴィッチ          | アトレティコ・マドリード | ディフェンダー |
| 2017 | ステファン・サヴィッチ（2）     | アトレティコ・マドリード | ディフェンダー |
| 2018 | ステファン・サヴィッチ（3）     | アトレティコ・マドリード | ディフェンダー |
| 2019 | ステファン・ムゴシャ            | 仁川ユナイテッドFC       | フォワード     |
| 2020 | ステファン・サヴィッチ（4）     | アトレティコ・マドリード | ディフェンダー |
| 2021 | ステファン・サヴィッチ（5）     | アトレティコ・マドリード | ディフェンダー |
| 2022 | ステファン・サヴィッチ（6）     | アトレティコ・マドリード | ディフェンダー |
| 2023 | ステファン・サヴィッチ（7）     | アトレティコ・マドリード | ディフェンダー |

出典: WorldFootball.net